# Tafalla
Tafalla là một đô thị trong tỉnh và cộng đồng tự trị Navarre, Tây Ban Nha. Đô thị này có diện tích là 98,29 ki-lô-mét vuông, dân số năm 2009 là 11.394 người với mật độ 15,92 người/km². Đô thị này có cự ly 35 km so với tỉnh lỵ Pamplona.